# ۱ تیشری
۱ تیشری - روز آغاز سال در گاه‌شماری عبری و به پایان آن ۳۶۵ روز (در سال عادی) یا ۳۶۶ روز (در سال کبیسه) مانده است. 

## رویدادها
- روش هشانا یا روش‌هشنه عیدی است که نمود شروع سال نو عبری است.
- اولین روز از ده روز توبه

## مرگ‌ها
- سارا، مادر ملتها
- ربکا، همسر اسحاق و عروس ابراهیم
- مادر سموئیل نبی، طبق سنت هانا
- ۵۷۳۴ - یوزی گال، سازنده اسلحه یوزی

## همچنین ببینید
- تیشری